# Wolfgang Wiehle
Wolfgang Wiehle (nascido em 20 de outubro de 1964) é um político alemão da Alternativa para a Alemanha (AfD) e membro do Bundestag.

## Vida e política
Wiehle nasceu em 1964 na cidade alemã de Munique e estudou de 1982 a 1990 na Universidade Técnica de Munique. Ele é um especialista qualificado em TI. Wiehle é membro do partido populista de direita AfD e após as eleições federais alemãs de 2017, ele tornou-se membro do Bundestag. Wiehle nega o consenso científico sobre as mudanças climáticas.